# Hacettepe SK
Hacettepe SK oder Hacettepespor ist ein türkischer Fußballverein aus der Hauptstadt Ankara. Der Klub wurde Anfang der 2000er Jahre von Gençlerbirliği Ankara gekauft und dient seither als deren zweite Mannschaft.
In den 2000er Jahren erlebte der Verein eine turbulente Zeit mit zwei Aufstiegen in Folge bis in die Süper Lig, wo man nach zwei Saisons aber wieder absteigen musste, diesmal folgte der freie Fall bis in die TFF 3. Lig. In der Saison 2013/14 stieg der Verein wieder in die TFF 2. Lig auf.

## Geschichte

### 1. Vereinsgründung und die ersten Jahre
Der Verein wurde das erste Mal 1948 als Ankara Sanayi Barbarosspor bzw. Ankara Sanayi Barbaros SK in der türkischen Hauptstadt Ankara gegründet. Nachdem er Verein bis ins Jahr 1968 in den regionalen Amateurligen Ankaras gespielt hatte, stellte der Verein für die Spielzeit 1968/69 einen Antrag auf Teilnahme an der ein Jahr zuvor eingeführten dritthöchsten türkischen Profiliga, der Türkiye 3. Futbol Ligi. Da der Verein alle Voraussetzungen für eine Aufnahme erfüllt hatte, genehmigte der türkische Fußballverband die Teilnahme für die Drittligasaison 1968/69. In seiner ersten Spielzeit belegte der Klub den 12. Tabellenplatz und erreichte so den sicheren Klassenerhalt. Nachdem der Verein sich zwei weitere Jahre in der Liga halten konnte, verfehlte man zum Sommer 1972 den Klassenerhalt und stieg in die regionale Amateurliga ab. Da Ankara bei einer Bevölkerung von 900.000 bereits eine Vielzahl an Vereinen in der ersten, zweiten und dritten Liga besaß, fehlte es Sanayi Barbaros an der notwendigen Unterstützung, wieder aufzusteigen und spielte in der Amateurliga weiter.

### Umbenennung und Rückkehr zum Profifußball
Mitte der 1990er Jahre wurde der in Vergessenheit geratene Verein von der Metallherstellungsfirma Asaş aufgekauft und in Ankara ASAŞ SK bzw. in der Kurzform in Ankara ASAŞ umbenannt. Im Sommer 1997 gelang dem Verein der langersehnte Aufstieg in die Türkiye 3. Futbol Ligi und damit die Rückkehr zum türkischen Profifußball. Bereits in seiner zweiten Drittligasaison nach der Rückkehr zum Profifußball, der Drittligasaison 1998/99, erreichte der Klub die Meisterschaft der Liga und damit den ersten Aufstieg der Vereinsgeschichte in die Türkiye 2. Futbol Ligi. In seiner ersten Saison in der 2. Liga erreichte der Klub einen sicheren Nichtabstiegsplatz. In seiner zweiten Zweitligasaison, der Saison 2000/01, wurde Ankara ASAŞ in die Gruppe 5 gelost, in der sich fast ausschließlich Vereine aus Südostanatolien befanden. Daraufhin erklärte die Vereinsführung, nicht am Spielgeschehen teilnehmen zu wollen. Der türkische Fußballverband bewertete daraufhin alle Spiele des Vereins mit einer 0:3-Niederlage und ließ den Verein zwangsabsteigen.

### Systembedingter Abstieg in die TFF 3. Lig
Da mit der Saison 2001/02 der türkische Profi-Fußball grundlegenden Änderungen unterzogen werden sollte, wurden bereits in der Spielzeit 2000/01 Vorbereitungen für diese Umstellung unternommen. Bisher bestand der Profifußball in der Türkei aus drei Ligen: Der höchsten Spielklasse, der einspurigen Türkiye 1. Futbol Ligi, der zweitklassigen fünfspurig und in zwei Etappen gespielten Türkiye 2. Futbol Ligi und der drittklassigen und achtgleisig gespielten Türkiye 3. Futbol Ligi. Zur Saison 2001/02 wurde der Profifußball auf vier Profiligen erweitert. Während die Türkiye 1. Futbol Ligi unverändert blieb, wurde die Türkiye 2. Futbol Ligi in die nun zweithöchste Spielklasse, die Türkiye 2. Futbol Ligi A Kategorisi (zu dt.: 2. Fußballliga der Kategorie A der Türkei), und die dritthöchste Spielklasse, die Türkiye 2. Futbol Ligi B Kategorisi (zu dt.: 2. Fußballliga der Kategorie B der Türkei), aufgeteilt. Die nachgeordnete Türkiye 3. Futbol Ligi wurde fortan somit die vierthöchste Spielklasse, die TFF 3. Lig. Jene Mannschaften, die in der Drittligasaison 2000/01 lediglich einen mittleren Tabellenplatz belegten, wurden für die kommende Saison in die neugeschaffene vierthöchste türkische Spielklasse, in die 3. Lig, zugewiesen. Ankara ASAŞ, das freiwillig nicht am Spielgeschehen der Zweitligasaison 2000/01 teilnahm, stand bereits zu Saisonbeginn als Absteiger fest und musste zum Saisonende systembedingt in die 3. Lig absteigen.

### Neuzeit

Vereinswappen welches vom Erstligaaufstieg im Sommer 2007 bis zur Namensänderung im Sommer 2008 verwendet wurde.

Vor der Saison 2003/2004 bestritt die Mannschaft ihre Spiele unter dem Namen Asaşspor. Wegen finanzieller Probleme wurde der Klub an Gençlerbirliği Ankara verkauft. Nach dem Verkauf des Vereins war der Name Gençlerbirliği ASAŞ. Im Jahr 2006 änderte sich der Vereinsname zu Gençlerbirliği OFTAŞ.
Der Aufstieg in die erste Liga 2007 bedeutete für Gençlerbirliği OFTAŞ, dass der Verein separat und unabhängig von Gençlerbirliği Ankara geführt werden musste. Seit dem Erstligaaufstieg fand die Zusammenarbeit mit Gençlerbirliği Ankara daher lediglich in Bezug auf die Jugendausbildung statt. Nach einem Jahr in der ersten türkischen Liga beschloss der Vorstand von Gençlerbirliği OFTAŞ, den Namen von Gençlerbirliği OFTAŞ in Hacettepespor zu ändern, um somit auch die letzten Verbindungen als ehemaliges Farmteam von Gençlerbirliği Ankara aus dem Vereinsnamen zu streichen. In diesem Sinne wurden auch die Vereinsfarben in lila-weiß geändert. Die Namenswahl begründete man als eine Hommage an Ankaras ehemaligen Spitzenklub Hacettepe Gençlik Kulübü. Das ehemalige Hacettepe Gençlik Kulübü ging 1988 währenddessen in dem heutigen Verein Keçiörengücü auf.

## Chronologische Reihenfolge der Vereinsnamensänderungen
- 1948–1999: Ankara Sanayi Barbarosspor bzw. Ankara Sanayi Barbaros SK
- 1999–2003: Ankara ASAŞ SK bzw. Ankara ASAŞ
- 2003–2006: Gençlerbirliği ASAŞ
- 2006–2008: Gençlerbirliği OFTAŞ
- seit 2008: Hacettepe SK bzw. Hacettepe Spor Kulübü

## Ligazugehörigkeit
- 1. Liga: 2007–2009
- 2. Liga: 1999–2001, 2006–2007, 2009–2010
- 3. Liga: 1968–1972, 1997–1999, 2004–2006, 2010–2011, seit 2014
- 4. Liga: 2001–2004, 2011–2014
- Regionale Amateurliga: bis 1968, 1972–1997

## Rekordspieler
| Rang                  | Name           | Einsätze | Zeitraum  |
| --------------------- | -------------- | -------- | --------- |
| 01.                   | Orhan Şam      | 63       | 2007–2009 |
| 02.                   | Serkan Atak    | 62       | 2007–2009 |
| 02.                   | Kadir Bekmezci | 62       | 2007–2009 |
| 03.                   | Tozo           | 60       | 2007–2009 |
| 04.                   | Murat Kalkan   | 52       | 2007–2009 |
| 05.                   | Olgay Coşkun   | 51       | 2007–2009 |
| 06.                   | Recep Biler    | 47       | 2007–2009 |
| 06.                   | Sandro         | 47       | 2007–2009 |
| 07.                   | İlhan Eker     | 30       | 2007–2008 |
| 07.                   | Giray Kaçar    | 30       | 2007–2008 |
| 08.                   | François Zoko  | 27       | 2008–2009 |
| 09.                   | Gilman Lika    | 24       | 2008–2009 |
| 09.                   | Bülent Kocabey | 23       | 2007–2008 |
| Stand: 10. April 2016 |                |          |           |

| Rang                  | Name            | Tor | Einsätze | Tor/Spiel |
| --------------------- | --------------- | --- | -------- | --------- |
| 01.                   | İbrahim Şahin   | 9   | 42       | 0,21      |
| 01.                   | Serkan Atak     | 9   | 62       | 0,15      |
| 02.                   | Sandro          | 8   | 47       | 0,17      |
| 03.                   | Bülent Kocabey  | 5   | 23       | 0,22      |
| 04.                   | Mile Sterjovski | 3   | 14       | 0,21      |
| 04.                   | Patiyo Tambwe   | 3   | 16       | 0,19      |
| 05.                   | Ümit Tütünci    | 2   | 15       | 0,13      |
| 05.                   | Gilman Lika     | 2   | 24       | 0,08      |
| 05.                   | Kadir Bekmezci  | 2   | 62       | 0,03      |
| Stand: 10. April 2016 |                 |     |          |           |

## Ehemalige bekannte Spieler
| - Sedat Ağçay - Artun Akçakın - Mehmet Akyüz - Hakan Aslantaş - Serkan Atak - Soner Aydoğdu - Amir Azmy - Kadir Bekmezci - Recep Biler - Tayfur Bingöl - Ümit Bozkurt - Uğur Çiftçi - Olgay Coşkun - İlhan Eker - Gökhan Gönül - Adnan Güngör - Erhan Güven | - Giray Kaçar - İrfan Can Kahveci - Mustafa Kayabaşı - Murat Kalkan - Bülent Karaman - Doğa Kaya - Coşkun Kayhan - Ferhat Kiraz - Bülent Kocabey - Ante Kulušić - Gilman Lika - Ferhat Odabaşı - Efe Halil Özarslan - Serdar Özbayraktar - Şener Özcan - Nikola Petković - İbrahim Şahin | - Selçuk Şahin - Orhan Şam - Sandro - Kerem Şeras - Tolga Seyhan - Hakan Söyler - Mile Sterjovski - Patiyo Tambwe - Erkan Taşkıran - Emre Taşkoparan - Çağrı Tekin - Emre Toraman - Tozo - Ümit Tütünci - Gökhan Ünal - Hüseyin Yoğurtçu - François Zoko |

## Ehemalige bekannte Trainer (Auswahl)
- Erdoğan Arıca
- Behzat Çınar
- Tarık Daşgün
- Metin Diyadin
- Osman Nuri Işılar
- Mustafa Kaplan (Fußballspieler)
- Kahraman Karataş
- Celal Kıbrızlı
- Sabri Kiraz
- Osman Özdemir
- Önder Özen
- Ergün Penbe
- Erol Tok
- Murat Özgen (August 2001 – November 2002)